# روبرت سبنسر
روبرت سبنسر (بالإنجليزية: Robert Spencer) هو مدون وكاتب مسيحي أمريكي من أصول تركية كاثوليكية، لمقالات وكتب لها علاقة بالإسلام. يظهر سبنسر في كثير من الأحيان على شبكة فوكس نيوز وقد أعطى مؤتمرات إلى العديد من وحدات إنفاذ القانون في الولايات المتحدة.
سبنسر، والذي يعتبر نفسه خبيرا في «الإسلام الراديكالي» نشر له عدد من الكتب حول هذا الموضوع بما في ذلك اثنين دخلا في قائمة نيويورك تايمز للأكثر مبيعا. في عام 2003 أسس جهاد ووتش، وهي مدونة وصفها بأنها تحتوي على «أخبار الجهاد الدولي، والتعليق عليه» وهي مخصصة وفقا له لـ «توجيه انتباه الجمهور إلى دور الجهاد والعقيدة في العالم الحديث، وتصحيح المفاهيم الخاطئة الشائعة عن دور الجهاد والدين في الصراعات الحديثة».
كما شارك في تأسيس جماعة ضد المسلمين وهي «أوقفوا أسلمة أمريكا» (SIOA)، أو«مبادرة الدفاع عن الحرية الأمريكية» مع المدونة باميلا جيلر، والتي شارك معها أيضا في تأليف كتاب ما بعد الرئاسة الأمريكية: حرب إدارة أوباما على أمريكا.
تم وصف وجهات نظره بأنها معادية للإسلام أو كارهة للإسلام سبنسر يصف نفسه بأنه «النوع الجيد من معادي الإسلام». في عام 2013، منعت وزارة الداخلية البريطانية سبنسر وجيلر من السفر إلى المملكة المتحدة لمدة 3 إلى 5 سنوات بسبب «ذكر تصريحات قد تعزز الكراهية والتي قد تؤدي إلى العنف الطائفي».
اتهم مؤخرًا بالتأثير على أندرس بريفيك للقيام بمذبحة أوسلو عن طريق منشورات مدونته العنصرية والمعادية للمسلمين.

## حياته السابقة
تم تعميد سبنسر في الكنيسة الأرثوذكسية اليونانية وانضم إلى كنيسة الروم الملكيين الكاثوليك في عام 1984 في مقابلة عام 2006، ذكر سبنسر أن أجداده أجبروا على الهجرة من منطقة هي الآن جزء من تركيا لأنهم كانوا مسيحيين. وفقًا لمقابلة أجريت عام 2010 في مجلة نيويورك، عمل والد سبنسر في إذاعة صوت أمريكا خلال الحرب الباردة، وفي أيام شبابه، عمل سبنسر في شركة ريفيلوشين بوكس، وهي مكتبة ماوية في مدينة نيويورك أسسها روبرت أفاكيان.
حصل سبنسر على درجة الماجستير عام 1986 في الدراسات الدينية من جامعة نورث كارولينا في تشابل هيل. كانت أطروحة الماجستير في التاريخ الكاثوليكي. قال إنه يدرس علم اللاهوت والشريعة والتاريخ الإسلامي منذ عام 1980. عمل في مراكز الفكر لأكثر من 20 عامًا، وفي 2002-2003 كان زميلًا مساعدًا في مؤسسة الكونجرس الحر. عين سبنسر بول ويريش، وهو أيضًا ملكي كاثوليكي، كمرشد لكتاباته عن الإسلام. كتب سبنسر، «لقد علمني بول ويريش الكثير، بالكلمة وبالقدوة، حول كيفية التعامل بشكل شخصي ومهني مع الافتراءات والتشهير التي تشكل جانبًا يوميًا من هذا العمل».
تعرض سبنسر لانتقادات من قبل رجال الدين في الكنيسة الكاثوليكية بسبب آرائه حول الإسلام. ترك الكنيسة في عام 2016 ليعود إلى الكنيسة الأرثوذكسية اليونانية نتيجة «تفكير شخصي ودراسة تاريخية».

## الآراء حول الإسلام
سبنسر معروف بآرائه المعادية للمسلمين. يصف نفسه بأنه من "النوع" الجيد"من الإسلاموفبيا، ويعلق على الإسلام الراديكالي.
سبنسر لا يعتقد أن الإسلام التقليدي هو «بطبيعته إرهابي» ولكن يقول أنه يمكنه إثبات أن «الإسلام التقليدي يحتوي على عنف وعناصر تمييزية»، وأن «مختلف مدارسه بالإجماع تحض على الحرب ضد وإخضاع الكافرين». إلا أنه يرفض فكرة أن جميع المسلمين بالضرورة عنيفين. وقال أن من بين المسلمين المعتدلين «هناك بعض الذين يحاولون جعل نظرية وممارسة الإسلام من شأنها أن تسمح بالتعايش السلمي مع الكفار على قدم المساواة.»
سبنسر شارك في تأسيس وقف أسلمة أمريكا (SIOA)، ومبادرة الدفاع عن الحرية الأمريكية (AFDI) مع باميلا جيلر في عام 2010. كلتا المنظمتين تم تصنيفهما على أنهما جماعات كارهة من قبل رابطة مكافحة التشهير ومركز قانون الحاجة الجنوبي.
في تموز / يوليه 2011، ذكرت وايرد أن اثنين من كتب سبنسر مدرجان في كتب التدريب الخاصة بمكتب التحقيقات الفدرالي. كل من كتابي الحقيقة حول محمد والدليل غير الصحيح سياسيا للإسلام كانا يوصى بهما لوكلاء المكتب «لمساعدتهم على فهم الإسلام».
في عام 2009، ألقى سبنسر باللوم على الرئيس آنذاك باراك أوباما في الشائعات الكاذبة بأن أوباما كان "مسلمًا سريًا".
استشهد أندرس بريفيك، المسلح النرويجي الذي يقف وراء الهجمات الإرهابية في النرويج عام 2011 والتي أسفرت عن مقتل 77، بسبنسر 64 مرة في بيانه وكتب عنه، «عن الإسلام أوصي بشكل أساسي بكل ما كتبه روبرت سبنسر». أدان سبنسر بريفيك وقال إن وسائل الإعلام ألقى باللوم عليه ظلماً في الهجوم.

## قضايا جدلية
في 20 ديسمبر 2006، أعلنت حكومة باكستان فرض حظر على كتاب سبنسر الحقيقة حول محمد، مع ذكر «مواد غير لائقة» كسبب للقرار.
تم حظر Onward Muslim Soldiers في ماليزيا في 12 يوليو 2007.
في عام 2009، طلبت من سبنسر المشاركة في دورة عن الإسلام والمسلمين بعنوان «وجهات نظر حول الإسلام: ما وراء النمطية» في الاجتماع السنوي لعام 2009 لجمعية المكتبات الأمريكية والتي كانت برعاية ALA's Ethnic & Multicultural Information Exchange Round Table (EMIERT). بعد أن أثيرت اعتراضات من قبل الأعضاء والجمهور، انسحب المتحدثون الثلاثة الآخرون احتجاجا وتم إلغاء الجلسة في نهاية المطاف.
خلال الحرب على غزة 2014 تم اتهام سبنسر بنشر فيديو تضليلي معادي للفلسطينيين. الفيديو كان قد نشر في البداية من قبل باميلا جيلر، وادعى بصورة غير دقيقة أنه يمثل «حماس» وهي تزور عدد الضحايا الذين قتلتهم إسرائيل، بينما كان الفيديو لمظاهرة مصرية يتظاهر المشاركون فيها بالموت (die-in) بصورة احتجاجية (في جريدة البديل المصرية). روبرت سبنسر كتب ""كما قال محمد، الحرب خدعة. «وهنا المزيد من بروباجاندا الضحية الفلسطينية المكشوفة. غير أن وسائل الإعلام الدولية و'مجتمع حقوق الإنسان' العالمي لن يأخذ أي موقف. الفيديو بفضل باميلا جيلر.» بعد أن قامت البديل بإزالة الفيديو من حساب يوتيوب جيلر بسبب انتهاك حقوق الطبع والنشر، كتبت البديل أن عدم قدرة سبنسر وجيلر على التمييز بين احتجاج "die-in" (تظاهر بالموت) وبين جنازة إسلامية إما يجعلهما «غير كفء للكلام عن الإسلام أو يجعلهما كذابين محترفين.»
في تقرير إخباري في تشرين الأول / أكتوبر 2010، وصف تقرير تحقيقي من The Tennessean سبنسر باعتباره واحدا من الأفراد الذين «... يعملون على نشر الكراهية والخوف من الإسلام». خلص تقرير Tennessean إلى «ملفات من عام 2008 تظهر أن روبرت سبنسر حصل على 132,537 دولار من مركز ديفيد هورويتز للحرية، وربح هورويتز أكثر من 400,000 دولار لنفسه في عام واحد فقط».
سبنسر تمت دعوته إلى أن يكون متحدثا في مؤتمر كاثوليكي في أبرشية ووستر في 16 مارس 2013. قرر الأسقف روبرت جوزيف مكمانوس بعد ذلك إلغاء الدعوة.
قال سبنسر إن «شابا يساريا آيسلنديا» قام بتسميمه في عام 2017 في ريكيافيك بأيسلندا. كما انتقد سبنسر الطبيب الذي عالجته والشرطة التي قامت بالتحقيق.

### الحظر من دخول المملكة المتحدة
في 26 يونيو 2013، تم منع سبنسر وباميلا جيلر من دخول المملكة المتحدة. وكان من المقرر أن يتحدثا في مسيرة لرابطة الدفاع الإنجليزية في ولويتش، جنوب لندن حيث تعرض الطبال لي ريجبي للقتل. أبلغت وزيرة الداخلية تيريزا ماي سبنسر وجيلر أن وجودهما في المملكة المتحدة «لن يكون في الصالح العام».
رسالة من وزارة الداخلية البريطانية ذكرت أن هذا القرار يستند إلى قول سبنسر أن:
«[الإسلام] دين أو نظام إيمان يفرض حربا ضد الكفار لغرض إنشاء نموذج اجتماعي يتعارض تماما مع المجتمع الغربي... بسبب عدم رغبة الإعلام الحكومي والعامة في مواجهة مصادر الإرهاب الإسلامي، هذه الأشياء لا تزال مجهولة إلى حد كبير.»

## روابط خارجية
- روبرت سبنسر على موقع IMDb (الإنجليزية)
- روبرت سبنسر على موقع إن إن دي بي (الإنجليزية)